# Claudius Olai
Claudius Olai, död 1589 i Fellingsbro socken, var en svensk präst och riksdagsman.

## Biografi
Claudius Olai var son till sin företrädare Olaus Olai som kyrkoherde i Fellingsbro. Det är dock oklart när han efterträdde fadern. Han var en av undertecknarna vid riksdagen 1571 och undertecknade därmed beslutet om Älvsborgs lösen. Under den liturgiska striden tog han parti för Johan III:s mässordning, som han undertecknade 1577. 1586 drog ha sig tillbaka från kyrkan och slog sig ner på sitt hemman.